# Jurijs Ševļakovs
Jurijs Ševļakovs (en russe : Юрий Шевляков), né le 24 janvier 1959 à Moscou en Russie, est un footballeur international letton, devenu entraîneur à l'issue de sa carrière, qui évoluait au poste de défenseur.

## Biographie

### Carrière de joueur
Jurijs Ševļakovs dispute 4 matchs en Ligue des champions, 4 matchs en Coupe des coupes, et 4 matchs en Coupe de l'UEFA.

### Carrière internationale
Jurijs Ševļakovs compte 44 sélections et 2 buts avec l'équipe de Lettonie entre 1992 et 1997. 
Il est convoqué pour la première fois par le sélectionneur national Jānis Gilis pour un match des éliminatoires de la Coupe du monde 1994 contre la Lituanie le 12 août 1992 (défaite 2-1). Par la suite, le 30 avril 1997, il inscrit un doublé en sélection contre la Biélorussie, lors d'un match des éliminatoires de la Coupe du monde 1998 (victoire 2-0). Il reçoit sa dernière sélection le 11 octobre 1997 contre l'Écosse (défaite 2-0).

### Carrière d'entraîneur
Jurijs Ševļakovs commence sa carrière de manager en 1998, en tant qu'entraîneur adjoint de la réserve du Skonto Riga durant deux saisons, avant d'être entraîneur adjoint de l'équipe première à compter de 2001.
Entre 2004 et 2005, il est le sélectionneur de l'équipe de Lettonie espoirs. Puis de 2012 à 2013, il est le sélectionneur adjoint d'Aleksandrs Starkovs en équipe de Lettonie.

## Statistiques
| Saison                | Club                  | Championnat           | Championnat | Championnat | Coupe(s) nationale(s) | Coupe(s) nationale(s) | Compétition(s) continentale(s) | Compétition(s) continentale(s) | Compétition(s) continentale(s) | Total | Total |
| Saison                | Club                  | Division              | M.          | B.          | M.                    | B.                    | Comp.                          | M.                             | B.                             | M.    | B.    |
| 1984                  | Tsement Novorossiisk  | D3                    | 31          | 0           | -                     | -                     | -                              | -                              | -                              | 31    | 0     |
| 1984                  | Tsement Novorossiisk  | D3                    | 34          | 0           | -                     | -                     | -                              | -                              | -                              | 34    | 0     |
| Sous-total            | Sous-total            | Sous-total            | 65          | 0           | -                     | -                     | -                              | -                              | -                              | 65    | 0     |
| 1982                  | Daugava Riga          | D2                    | 41          | 0           | 6                     | 0                     | -                              | -                              | -                              | 47    | 0     |
| 1983                  | Daugava Riga          | D2                    | 40          | 2           | -                     | -                     | -                              | -                              | -                              | 40    | 2     |
| 1984                  | Daugava Riga          | D2                    | 36          | 1           | 3                     | 0                     | -                              | -                              | -                              | 39    | 1     |
| 1985                  | Daugava Riga          | D2                    | 45          | 1           | 4                     | 0                     | -                              | -                              | -                              | 49    | 1     |
| 1986                  | Daugava Riga          | D2                    | 42          | 0           | 5                     | 0                     | -                              | -                              | -                              | 47    | 0     |
| 1987                  | Daugava Riga          | D2                    | 37          | 4           | 3                     | 1                     | -                              | -                              | -                              | 40    | 5     |
| 1988                  | Daugava Riga          | D2                    | 39          | 0           | 1                     | 0                     | -                              | -                              | -                              | 40    | 0     |
| 1989                  | Daugava Riga          | D2                    | 29          | 0           | 1                     | 0                     | -                              | -                              | -                              | 30    | 0     |
| 1990                  | Daugava Riga          | D3                    | 36          | 1           | -                     | -                     | -                              | -                              | -                              | 36    | 1     |
| Sous-total            | Sous-total            | Sous-total            | 345         | 9           | 23                    | 1                     | -                              | -                              | -                              | 368   | 10    |
| 1991                  | Ilves Tampere         | D1                    | 21          | 1           | -                     | -                     | C2                             | 4                              | 0                              | 25    | 1     |
| 1992                  | VanPa-70 Vantaa       | D2                    | 22          | 3           | -                     | -                     | -                              | -                              | -                              | 22    | 3     |
| 1993                  | Ilves Tampere         | D1                    | 14          | 0           | -                     | -                     | -                              | -                              | -                              | 14    | 0     |
| Sous-total            | Sous-total            | Sous-total            | 57          | 4           | -                     | -                     | -                              | 4                              | 0                              | 61    | 4     |
| 1994                  | Skonto Riga           | D1                    | 19          | 2           | -                     | -                     | C3                             | 4                              | 0                              | 23    | 2     |
| 1995                  | Skonto Riga           | D1                    | 23          | 3           | -                     | -                     | C3                             | 2                              | 0                              | 25    | 3     |
| 1996                  | Skonto Riga           | D1                    | 24          | 1           | -                     | -                     | C3                             | 4                              | 0                              | 28    | 1     |
| 1997                  | Skonto Riga           | D1                    | 19          | 0           | -                     | -                     | C1+C3                          | 3+2                            | 0                              | 24    | 0     |
| Sous-total            | Sous-total            | Sous-total            | 85          | 6           | -                     | -                     | -                              | 15                             | 0                              | 100   | 6     |
| Total sur la carrière | Total sur la carrière | Total sur la carrière | 552         | 63          | 36                    | 19                    | -                              | 19                             | 0                              | 607   | 82    |

## Palmarès

### En club
- Avec le Skonto Riga
  - Champion de Lettonie en 1994, 1995, 1996 et 1997
  - Vainqueur de la Coupe de Lettonie en 1995 et 1997

### Distinctions personnelles
- Élu Footballeur letton de l'année en 1997